# Strada statale 677 di Ronchi dei Legionari
La strada statale 677 di Ronchi dei Legionari (SS 677) è una strada statale italiana di breve lunghezza. È una strada a quattro corsie, due per senso di marcia, divise da un guard-rail.
La sua costruzione venne progettata per i Mondiali di calcio del 1990 e contestualmente aperta al traffico il 6 giugno 1990. Serve come collegamento rapido tra l'aeroporto e l'autostrada che collega i principali centri della regione Friuli-Venezia Giulia.

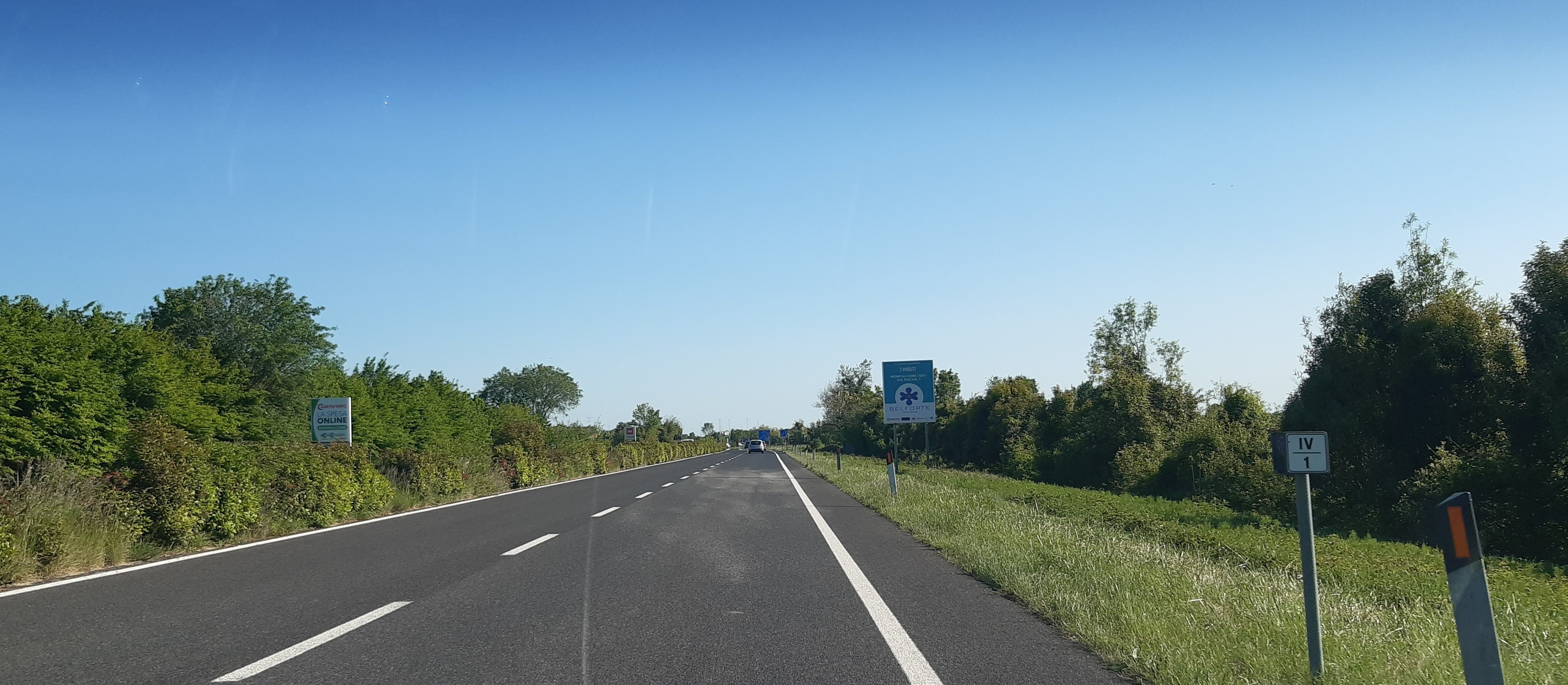
Il tratto della SS677 all'altezza della kilometrica 1+500, in direzione dell'aeroporto.

## Percorso
Inizia presso il casello autostradale di Redipuglia sulla A4 e termina vicino all'aeroporto di Trieste (nel comune di Ronchi dei Legionari), innestandosi sulla strada statale 14 della Venezia Giulia.
Ufficialmente in gestione all'ANAS dal 2005, dal 1º gennaio 2008 è passata in gestione alla Regione Friuli-Venezia Giulia, che ne ha immediatamente trasferito le competenze alla società Friuli Venezia Giulia Strade S.p.A.. La strada è definita d'interesse nazionale a gestione regionale, non risultando perciò declassata.